# Batang Ara
Batang Ara is een bestuurslaag in het regentschap Aceh Tamiang van de provincie Atjeh, Indonesië. Batang Ara telt 374 inwoners (volkstelling 2010).